# BMW 1M Coupe
BMW serije 1 M Coupe je M verzija serije 1 coupe.

## Prva generacija
BMW 1 M Coupe pokreće modificirana inačica N54 motora što ga čini uz X5 M i X6 M trećim M modelom s turbo motorem. Osim toga 1 M Coupe je prvi M automobil serije 1. Razvija 340 ks i 450 Nm s tim da je još 50 u overboost funkciji. Ubrzava do 100 km/h za 4,9 sekundi. Dostupan je samo s 6 ručnim mjenjačom. N54 motor je praktički jednak onome što se ugrađuje u Z4 sDrive35is, razlika je minimalna. Motor je samo prilagođen novom diferencijalu posuđenom iz M3 modela i šasiji, također motor u 1 M Coupe-u ima Powered by BMW M znak. 1 M je dobio i nove odbojnike, 4 ispušne cijevi i 19 inčne aluminijske naplatke. Do 200 km/h ubrzava za 17,3 sekunde.
Kotači
Dimenzije prednjih guma	        245/35 ZR 19 (93Y) XL
Dimenzije stražnjih guma	265/35 ZR 19 (98Y) XL
Dimenzije prednjih kotača	9 J x 19 legura aluminija
Dimenzije stražnjih lotača	10 J x 19 legura aluminija
Motor
Cilindri/ventili	6/4
Obujam u ccm	2979
Hod/promjer u mm	89,6/84,0
Najveća snaga u kW pri 1/min	250 (340)/5900
Najveći okretni moment u Nm pri 1/min	450+50/1500-4500
Masa u kg
Masa neopterećenog vozila EU	1570
Najveća dopuštena masa	1900
Dopušteno opterećenje	405
Dopušteno opterećenje prednje i stražnje osovine	940/1030
Performanse
Vuča (cw)	?
Najveća brzina (km/h)	250
Ubrzanje 0 - 100 km/h (s)	4,9
Ubrzanje 0 - 1,000 m (s)	?
Ubrzanje 80 - 120 km/h u 4./5. brzini (s)	?
Potrošnja goriva
Gradska (l/100 km)	13,6
Izvan gradska (l/100 km)	7,3
Kombinirana (l/100 km)	9,6
Emisija CO2 (g/km)	224
Obujam spremnika goriva l (otprilike)	53